# Чарлз Гловър Баркла
Чарлз Гловър Баркла (на английски: Charles Glover Barkla) е британски физик, носител на Нобелова награда за физика през 1917 година „за откритието на характеристичното рентгеново излъчване на химичните елементи“, член на Лондонското кралско дружество и притежаващ почетна научна степен на Ливърпулския университет. Той е дълбоко религиозен, обича да пее и да играе голф.

## Биография
Роден е на 7 юни 1877 година в Уайдънс, Ланкашър, Англия. Завършва средното си образование към Ливърпулския институт. След това постъпва в Ливърпулския университет, където учи физика и математика. През 1898 г. става бакалавър, а през следващата година и магистър по физика.
Получава изследователска стипендия през 1899 г. и започва работа в лабораторията Кавендиш, Кеймбридж, под ръководството на Дж. Дж. Томсън. По-късно получава докторска степен по физика.
Първите изследвания на Баркла са свързани със скоростта на разпространение на електрически вълни по проводник, но след 1902 г. той се посвещава на изследване на рентгеновите лъчи, които Вилхелм Рьонтген открива през 1895 г. и продължава да работи в тази област до края на живота си. Открива, че всеки отделен химичен елемент има различен спектър на рентгеново излъчване. Първи констатира, че вторичното рентгеново излъчване е два вида – разсеяни лъчи и флуоресцентно излъчване, характерно за конкретното вещество. Експериментът, който Баркла провежда през 1904 г., потвърждава, че рентгеновите лъчи са частично поляризирани електромагнитни вълни – значителен експериментален резултат, защото означава, че рентгеновите лъчи имат същата природа като светлината. Баркла има значителен принос за знанията ни за поглъщането и фотографското действие на рентгеновите лъчи, а в по-късната си работа доказва връзката между характеристичното рентгеново излъчване и придружаващото го корпускулярно излъчване.
През 1907 г. Баркла се жени за Мери Естър Коуел, от която има трима сина и една дъщеря. От 1913 г. става професор по философия в Единбургския университет, Шотландия, където остава до смъртта си през 1944 г. През 1916 г. не признава и отхвърля квантовата теория с твърдото убеждение, че енергията не може да съществува на кванти.
Най-малкият му син загива по време на Втората световна война. Здравето на Баркла след това се влошава значително и скоро след това той умира.